# Amaurobius vexans
Amaurobius vexans là một loài nhện trong họ Amaurobiidae.
Loài này thuộc chi Amaurobius. Amaurobius vexans được miêu tả năm 1972 bởi Leech.